# Ефект фон Ресторф
Ефект фон Ресторф (названий на честь психіатра і педіатра Гедвіги фон Ресторф (нім. Hedwig von Restorff) (1906–1962)), інша назва ефект виокремлення або ефект ізоляції, передбачає, що об'єкт, який «стирчить як перст» (''виразне кодування''), буде пригаданий з більшою ймовірністю, ніж інші об'єкти. Тобто це є когнітивне упередження щодо кращого пригадування незвичайного.
Сучасна теорія ефекту виокремлення наголошує на різкості сприйняття та відповідної диференційованої уваги до виокремлюваного об'єкту по відношенню до кращої запам'ятовуваності. Зокрема, фор Ресторф надала докази, що різкість сприйняття не обов'язкова для ефекту ізоляції, і що різниця між ізольованим об'єктом та оточуючими об'єктами недостатня для пояснення ефекту ізоляції, а має сприйматися в контексті схожості.
Фон Ресторф працювала пост-докторальним асистентом у Вольфганга Кьолера (нім. Köhler) в Психологічному інституті Берлінського університету до того часу, як Кьолер звільнився на знак протесту проти втручання нацистів у діяльність інституту. (Його звільнення в 1935 році призвело до звільнення і його пост-докторальних асистентів). Протягом своєї роботи в лабораторії Кьолера, фон Ресторф опублікувала дві роботи, другу в співавторстві з Кьолером (Köhler & von Restorff, 1935). Але ефект ізоляції був запропонований нею в самостійній праці 1933 року з питання спонтанного нагадування, яке включала дещо пророчу дискусію на тему навмисності в тестах на пам'ять.
Наприклад, якщо людина вивчає список необхідних покупок, де один з товарів виділений зеленим маркером, вона з більшою ймовірністю пригадає саме його, аніж будь-який інший предмет у списку.
Ця виокремлення може бути і за рахунок гумору, тоді виникає ефект гумору. Аналогічно, окремі випадки включають ефект дивини та ефект порядкового номера.
Приклад:
Спробуйте запам'ятати наступний список слів за 5 секунд:
- Стрибати
- Стригти
- Бігти
- Літати
- Синій качконіс
- Читати
- Будувати
- Лежати

Шанс, що ви точно запам'ятаєте словосполучення «синій качконіс» дуже великі, тому що воно відрізняється від слів тим, що є іменником, фізично довшим, а також написано курсивним жирним шрифтом. Звичайно, це дуже очевидний приклад, але саме це дозволить запам'ятати його надовго (ефект Ресторфф у квадраті).
Втім, ефект Ресторфф має зворотний ефект. Якщо ви виділите певне слово, то воно напевно забере більшу частину вашої уваги та інші слова запам'ятаються гірше.
Чи слід говорити, що цей ефект можна використовувати у навчанні? Щоб навчитися чогось, потрібно звернути увагу, сконцентруватися на якийсь час, після чого «покласти» знання в осередок пам'яті. Тому ми підкреслюємо важливі фрази у книзі, користуємося фломастерами та олівцями. Якщо ви пізнаєте геніальну простоту ефекту Ресторфф, зможете навчитися в кілька разів швидше.
Якщо хочемо розібратися у причини виникнення цього ефекту людської психіки, то, як і в багатьох інших випадках, потрібно звернутися до витоків. Усявіть, що ви — доісторична людина, яка знаходиться в полі, що густо заросло травою. Трава в нашому випадку виступає шаблоном, що глибоко укоренився в пам'яті та психіці: це щось безпечне. У ній вас не побачить хижак. Але тут ви помічаєте, що щось не так: трава прим'ята, доноситься нехарактерний шелест, ви помічаєте зламані гілки. В чому справа? Може поруч лев? З цим питанням мозок подає чіткий сигнал, що говорить про невідповідність. І ви насторожуєтесь.
Одні люди називають це когнітивним спотворенням, інші — інстинктом, який зберігся в людині й досі. І він, між іншим, навіть у наш відносно безпечний час може врятувати життя. Особливо на дорозі чи у спілкуванні з небезпечною людиною.

#### Використання ефекту Ресторфф
У маркетингу:
Створюйте осмислений, корисний контраст між вашим продуктом і, наприклад, дешевшим аналогом. Ви, напевно, знаєте не один приклад використання цієї техніки в рекламі, де барвиста упаковка одного товару порівнюється з безбарвною іншого, «неназваного» продукту.
Цей ефект маркетологи застосовують і коли треба виділити свій продукт серед лінійки йому подібних. Звідси, наприклад, яскраві упаковки химерної форми.
При розвитку своєї пам'яті:
Підкреслюйте та виділяйте важливі слова, які мають найбільше значення для розуміння тексту.
Пам'ятайте, що цей ефект слід застосовувати свідомо; не виділяти те, що немає сенсу запам'ятовувати.
Незвичайні слова, зображення та конструкції речень запам'ятовуються краще, ніж їх типові аналоги.
У дизайні:
Змініть шрифт для важливого тексту. Щоб використовувати цей метод, можна міняти сам шрифт, його розмір, колір та багато іншого. Головне, щоб це пасувало візуально.
Змінюйте тип візуальних ефектів. Наприклад, якщо більшість зображень у статтях на вашому сайті показують людей, змініть тактику і замініть їх пейзажами або фотографіями предметів.
Варіювати фоновий колір. Це простий спосіб підкреслити основні ідеї.
При вивченні іноземних слів:
Деякі слова вивчити дуже важко. Буває так: ну не запам'ятовується воно, що не роби. В цьому випадку потрібно записати його (або їх) до списку, виділивши серед інших слів. Наприклад, візьміть 3-4 технічні терміни і змішайте з кухонними.
Коли читаєте книгу іноземною мовою, виділяйте яскраво-отруйним кольором слова, які обов'язково потрібно запам'ятати.